# Aitor Karanka
Aitor Karanka de la Hoz (Vitoria,  18 de septiembre de 1973) es un exfutbolista y entrenador español que actualmente es el Director de Desarrollo de España. En su etapa de jugador se desempeñaba como defensa central, formándose y debutando en el primer equipo del Athletic Club, además de fichar por el Real Madrid.
Como técnico comenzó como segundo entrenador de José Mourinho en el Real Madrid desde 2010 hasta 2013, aunque previamente fue entrenador de las categorías inferiores de la selección española. 
El 13 de noviembre de 2023 cumplió una década como  primer entrenador en la élite, donde logró varias gestas y se consolidó como un técnico que apostaba claramente por el talento de la cantera.  El último equipo que dirigió fue Maccabi Tel Aviv, y anteriormente entrenó al Granada en LaLiga, así como a varios equipos de la Premier League como el Birmingham City, el Nottingham Forest durante casi dos años, y al Middlesbrough FC entre noviembre de 2013 y marzo de 2017.

## Trayectoria
Nació en Vitoria aunque tiene raíces palentinas, ya que su madre era de Santillana de Campos, perteneciente al municipio de Osorno la Mayor. Su hermano David (1978) también fue jugador del Athletic Club.

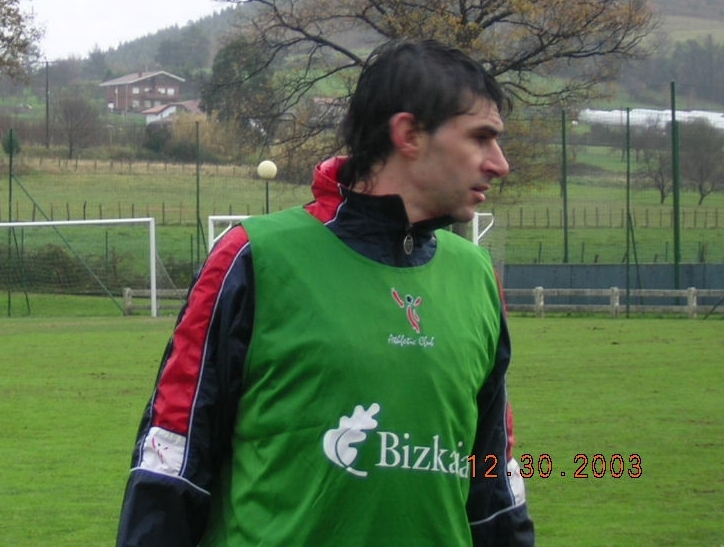
Karanka en un entrenamiento con el Athletic Club

Se formó en las categorías inferiores del Athletic Club desde muy joven. En 1992 promocionó al Bilbao Athletic, donde jugó durante dos temporadas. El 15 de septiembre de 1993 debutó con el primer equipo del Athletic Club, bajo el mando de Jupp Heynckes en un partido de Copa. Debutó en la Primera División de España el 7 de noviembre de 1993 en el partido Celta 1-1 Athletic. Desde entonces, se consolidó como el referente defensivo del equipo.
En agosto de 1997 fichó por el Real Madrid, que dirigía Jupp Heynckes, tras abonar los 1000 millones de pesetas de su cláusula de rescisión. Ese mismo verano, el Athletic Club recuperó a Rafa Alkorta y fichó a Mikel Lasa del club madrileño. En su primera temporada en el club sufrió un problema cardíaco que lo mantuvo alejado un año entero de los terrenos de juego, entre febrero de 1998 y febrero de 1999. A partir de la siguiente temporada, empezó a aparecer en las alineaciones titulares llegando a disputar, como titular, la final de la Copa de Europa ante el Valencia en mayo del año 2000. Con el Real Madrid ganó 1 Liga, 2 Supercopas de España, 3 Copas de Europa y 1 Copa Intercontinental, después de jugar 149 partidos en cinco temporadas.
En mayo de 2002 regresó al Athletic Club después de no haber renovado su contrato con el club madrileño. Nuevamente, el entrenador del equipo era Jupp Heynckes. En sus dos primeras temporadas fue titular habitual, tanto para Jupp Heynckes como para Ernesto Valverde, pero en los años siguientes sus apariciones fueron, cada vez, más escasas, por lo que en marzo de 2006 abandonó definitivamente el Athletic Club. En total jugó 202 partidos, 72 de ellos en su segunda etapa. A lo largo de su carrera de su carrera, disputó 275 partidos en Primera División logrando cuatro goles.
El 31 de marzo de 2006 firmó con el Colorado Rapids de la MLS. Disputó 28 partidos de la MLS, siendo subcampeón de conferencia al perder ante el Houston Dynamo.

### Selección nacional
Jugó con la selección española sub-21 en catorce ocasiones, consiguiendo un subcampeonato de Europa (1996). También jugó cuatro partidos con la selección olímpica en los JJ. OO. de Atlanta 1996.
Fue internacional con la selección de fútbol de España en una ocasión. Este partido tuvo lugar el 26 de abril de 1995, ante Armenia, en el que ganaron los españoles por 0-2.

### Entrenador

#### Inicios
En 2008, entró en la Real Federación Española de Fútbol como técnico de categorías inferiores.

#### Asistente en el Real Madrid
En junio de 2010, Karanka fue nombrado segundo entrenador del Real Madrid, al lado de José Mourinho. Durante los distintos partidos en los que Mourinho fue sancionado, ejerció las funciones de primer entrenador del equipo blanco desde el comienzo de dichos encuentros. El preparador vitoriano se desvinculó de la entidad poco después de confirmarse la marcha del portugués, en julio de 2013.

#### Middlesbrough FC
El 13 de noviembre de 2013, fue presentado como nuevo entrenador del Middlesbrough FC. El equipo inglés terminó la temporada 2013-14 como 12.º clasificado; pero en el curso siguiente ya peleó por el ascenso, aunque no pudo conseguirlo al caer en el "play-off". Finalmente, el 7 de mayo de 2016, el conjunto de Yorkshire del Norte certificó el subcampeonato en el temporada 2015-16 y, en consecuencia, también se garantizó el ascenso a la Premier League. El 16 de marzo de 2017, Aitor Karanka fue despedido como técnico del 'Boro', dejando al equipo en puestos de descenso.

#### Nottingham Forest
El 8 de enero de 2018, se convirtió en nuevo entrenador del Nottingham Forest, firmando un contrato por dos años y medio. El 11 de enero de 2019 dimitió como técnico del equipo inglés, que marchaba en séptima posición del Championship, con 39 puntos.

#### Birmingham City
El 31 de julio firmó como nuevo técnico del Birmingham City, y el club anunció que dejó de ser entrenador el 16 de marzo después de no invertir el dinero en nuevos fichajes de nivel para afrontar la Championship. A pesar de tener un equipo hecho para tratar de evitar el descenso a la League One, lo dejó con tres puntos de ventaja sobre la zona de descenso.

#### Granada CF
El 18 de abril del 2022, Karanka fue contratado por el Granada CF para las 6 últimas jornadas de Liga, tomando el relevo del Rubén Torrecilla, entrenador interino tras el cese de Robert Moreno, quien fuera despedido por los malos resultados. En muy poco tiempo, Karanka revitalizó al grupo obteniendo resultados positivos y consiguió que se convirtiera el segundo mejor equipo de LaLiga desde su llegada.
A pesar de sumar 9 puntos de 18 posibles y descender, el técnico y el club acordaron su continuidad al ser el favorito de la entidad y los aficionados para seguir siendo el entrenador. Su continuidad permitió batir un récord de abonados en el club, como ya le sucediera previamente cuando entrenó al Middlesbrough y el Nottingham Forest. Esas buenas sensaciones siguieron con el inicio de la temporada 2022-23, donde Karanka firmó su mejor inicio de curso como entrenador y el mejor en toda la historia del Granada. Con el paso de las jornadas y de su mano, el Granada se convirtió en el mejor equipo local de la categoría con cinco victorias y un empate en seis partidos, anotando 13 goles y encajando únicamente uno. Del mismo modo, el equipo granadinista igualó su mejor racha defensiva de los últimos 60 años al recibir un gol en seis partidos en Los Cármenes. El 8 de noviembre de 2022, el club anunció su destitución.

#### Maccabi Tel Aviv FC
El 4 de enero de 2023, ficha por el Maccabi Tel Aviv de la Ligat ha'Al lo que resta de temporada más la siguiente. En sus primeros tres partidos al frente del equipo sumó dos victorias por 3-0, una de ellas ante el líder del campeonato al que recortó distancias, y un empate, logrando así un cálido recibimiento en Tel Aviv. El 25 de junio de 2023, pese a tener un año más de contrato decidió de mutuo acuerdo con el club rescindirlo. Entre sus logros al frente de Maccabi Tel Aviv, consiguió que fuera el mejor equipo tras el campeón, el Maccabi Haifa, logró la clasificación para semifinales en la Copa de Israel y apostó por los jóvenes talentos, en especial por Dor Turgeman.

## Selección de España
Desde el 8 de julio de 2025, es el Director de Desarrollo de España.

## AK Coaches' World
Al margen de su labor profesional, Aitor Karanka es el impulsor y director de su propio congreso, AK Coaches' World, en el que reúne a los mejores entrenadores para debatir y mostrar cómo realizan su trabajo. Algunos de sus participantes más conocidos han sido Ronaldo Nazário de Lima, Julen Lopetegui, Jordi Cruyff, Vicente del Bosque, Fabio Capello y Monchi, entre otros. .
La edición de 2024 se realizó en Granada de manera presencial bajo el nombre I Congreso Internacional de Fútbol y Derecho Deportivo AK Coaches´World y en él participaron ponentes de la élite del fútbol mundial: Jordi Cruyff, José Antonio Camacho, Joan Capdevila, Fernando Llorente, Carlos Carvalhal, Lucas Alcaraz, María José Rienda o Santi Denia, entre otros, siendo todo un éxito de organización y participación. 

## Observador Técnico de UEFA
Desde 2020, Aitor Karanka compagina su actividad como entrenador y director de AK Coaches' World con su labor como Observador Técnico de UEFA en la Champions League y la Eurocopa, siendo también el encargado de elegir a los mejores jugadores de cada torneo.  También ha sido protagonista de alguna charla en la sede de UEFA en Nyon, en la que compartió sus conocimientos deportivos.

## Clubes

### Como jugador
| Club            | País           | Año       |
| --------------- | -------------- | --------- |
| Athletic Club   | España         | 1993-1997 |
| Real Madrid     | España         | 1997-2002 |
| Athletic Club   | España         | 2002-2006 |
| Colorado Rapids | Estados Unidos | 2006      |

### Como entrenador
| Equipo                       | Div.                | Temporada           | Liga  | Liga | Liga | Liga | Liga |       | Copa | Copa | Copa | Copa  |   | Internacional | Internacional | Internacional | Internacional | Internacional |   | Otros | Otros | Otros | Otros |    | Totales     | Totales | Totales | Totales | Totales | Totales | Totales | Totales |
| Equipo                       | Div.                | Temporada           | Part. | G    | E    | P    | Pos. | Part. | G    | E    | P    | Part. | G | E             | P             | Pos.          | Part.         | G             | E | P     | Part. | G     | E     | P  | Rendimiento | GF      | GC      | Dif.    |         |         |         |         |
| ---------------------------- | ------------------- | ------------------- | ----- | ---- | ---- | ---- | ---- | ----- | ---- | ---- | ---- | ----- | - | ------------- | ------------- | ------------- | ------------- | ------------- | - | ----- | ----- | ----- | ----- | -- | ----------- | ------- | ------- | ------- | ------- | ------- | ------- | ------- |
| Middlesbrough Inglaterra     | 2.ª                 | 2013-14             | 31    | 13   | 9    | 9    | 12.º | 1     | 0    | 0    | 1    | -     | - | -             | -             | -             | -             | -             | - | -     | 32    | 13    | 9     | 10 | 50.01%      | 37      | 28      | +9      |         |         |         |         |
| Middlesbrough Inglaterra     | 2.ª                 | 2014-15             | 46    | 25   | 10   | 11   | 4.º  | 6     | 4    | 1    | 1    | -     | - | -             | -             | -             | 3             | 2             | 0 | 1     | 55    | 31    | 11    | 13 | 63.03%      | 85      | 45      | +40     |         |         |         |         |
| Middlesbrough Inglaterra     | 2.ª                 | 2015-16             | 46    | 26   | 11   | 9    | 2.º  | 6     | 3    | 1    | 2    | -     | - | -             | -             | -             | -             | -             | - | -     | 52    | 29    | 12    | 11 | 63.46%      | 72      | 37      | +35     |         |         |         |         |
| Middlesbrough Inglaterra     | 1.ª                 | 2016-17             | 27    | 4    | 10   | 13   | Inc. | 5     | 3    | 0    | 2    | -     | - | -             | -             | -             | -             | -             | - | -     | 32    | 7     | 10    | 15 | 32.3%       | 27      | 36      | -9      |         |         |         |         |
| Middlesbrough Inglaterra     | Total               | Total               | 150   | 68   | 40   | 42   | -    | 18    | 10   | 2    | 6    | -     | - | -             | -             | -             | 3             | 2             | 0 | 1     | 171   | 80    | 42    | 49 | 54.97%      | 221     | 146     | +75     |         |         |         |         |
| Nottingham Forest Inglaterra | 2.ª                 | 2017-18             | 20    | 5    | 6    | 9    | 17.º | 1     | 0    | 0    | 1    | -     | - | -             | -             | -             | -             | -             | - | -     | 21    | 5     | 6     | 10 | 33.33%      | 19      | 25      | -6      |         |         |         |         |
| Nottingham Forest Inglaterra | 2.ª                 | 2018-19             | 26    | 9    | 12   | 5    | Inc. | 5     | 2    | 1    | 2    | -     | - | -             | -             | -             | -             | -             | - | -     | 31    | 11    | 13    | 7  | 49.46%      | 48      | 38      | +10     |         |         |         |         |
| Nottingham Forest Inglaterra | Total               | Total               | 46    | 14   | 18   | 14   | -    | 6     | 2    | 1    | 3    | -     | - | -             | -             | -             | -             | -             | - | -     | 52    | 16    | 19    | 17 | 42.95%      | 67      | 63      | +4      |         |         |         |         |
| Birmingham City Inglaterra   | 2.ª                 | 2020-21             | 36    | 8    | 11   | 17   | Inc. | 2     | 0    | 0    | 2    | -     | - | -             | -             | -             | -             | -             | - | -     | 38    | 8     | 11    | 19 | 30.7%       | 26      | 50      | -24     |         |         |         |         |
| Birmingham City Inglaterra   | Total               | Total               | 36    | 8    | 11   | 17   | -    | 2     | 0    | 0    | 2    | -     | - | -             | -             | -             | -             | -             | - | -     | 38    | 8     | 11    | 19 | 30.7%       | 26      | 50      | -24     |         |         |         |         |
| Granada · España             | 1.ª                 | 2021-22             | 6     | 2    | 3    | 1    | 18.º | -     | -    | -    | -    | -     | - | -             | -             | -             | -             | -             | - | -     | 6     | 2     | 3     | 1  | 50%         | 8       | 5       | +3      |         |         |         |         |
| Granada · España             | 2.ª                 | 2022-23             | 15    | 6    | 4    | 5    | Inc. | -     | -    | -    | -    | -     | - | -             | -             | -             | -             | -             | - | -     | 15    | 6     | 4     | 5  | 48.89%      | 15      | 11      | +4      |         |         |         |         |
| Granada · España             | Total               | Total               | 21    | 8    | 7    | 6    | -    | -     | -    | -    | -    | -     | - | -             | -             | -             | -             | -             | - | -     | 21    | 8     | 7     | 6  | 49.21%      | 23      | 16      | +7      |         |         |         |         |
| Maccabi Tel Aviv Israel      | 1.ª                 | 2022-23             | 20    | 10   | 7    | 3    | 3.º  | 3     | 2    | 0    | 1    | -     | - | -             | -             | -             | -             | -             | - | -     | 23    | 12    | 7     | 4  | 62.31%      | 36      | 19      | +17     |         |         |         |         |
| Maccabi Tel Aviv Israel      | Total               | Total               | 20    | 10   | 7    | 3    | -    | 3     | 2    | 0    | 1    | -     | - | -             | -             | -             | -             | -             | - | -     | 23    | 12    | 7     | 4  | 62.31%      | 36      | 19      | +17     |         |         |         |         |
| Total en su carrera          | Total en su carrera | Total en su carrera | 273   | 108  | 83   | 82   | -    | 29    | 14   | 3    | 12   | -     | - | -             | -             | -             | 3             | 2             | 0 | 1     | 305   | 124   | 86    | 95 | 50.06%      | 372     | 294     | +78     |         |         |         |         |
| 1. 2.                        |                     |                     |       |      |      |      |      |       |      |      |      |       |   |               |               |               |               |               |   |       |       |       |       |    |             |         |         |         |         |         |         |         |

#### Resumen por competiciones
| Competición                | Partidos | Ganados | Empatados | Perdidos | Ganados % |
| -------------------------- | -------- | ------- | --------- | -------- | --------- |
| EFL Championship           | 208      | 88      | 59        | 61       | 51.77%    |
| Premier League             | 27       | 4       | 10        | 13       | 27.16%    |
| FA Cup                     | 12       | 5       | 0         | 7        | 41.67%    |
| EFL Cup                    | 14       | 7       | 3         | 4        | 57.14%    |
| Segunda División de España | 15       | 6       | 4         | 5        | 48.89%    |
| LaLiga                     | 6        | 2       | 3         | 1        | 50%       |
| Liga Premier de Israel     | 20       | 10      | 7         | 3        | 61.67%    |
| Copa de Israel             | 3        | 2       | 0         | 1        | 66.67%    |
| Total                      | 305      | 124     | 86        | 95       | 50.06%    |

### Como dirigente
| Club   | País   | Año       | Rol                    |
| ------ | ------ | --------- | ---------------------- |
| España | España | 2025-Act. | Director de Desarrollo |

## Palmarés

### Títulos nacionales
| Título              | Club              | Año  |
| ------------------- | ----------------- | ---- |
| Supercopa de España | Real Madrid C. F. | 1997 |
| Campeonato de Liga  | Real Madrid C. F. | 2001 |
| Supercopa de España | Real Madrid C. F. | 2001 |

### Títulos internacionales
| Título                | Equipo            | Año  |
| --------------------- | ----------------- | ---- |
| Liga de Campeones     | Real Madrid C. F. | 1998 |
| Copa Intercontinental | Real Madrid C. F. | 1998 |
| Liga de Campeones     | Real Madrid C. F. | 2000 |
| Liga de Campeones     | Real Madrid C. F. | 2002 |